# Puntarenas FC
Puntarenas FC is een voetbalclub uit de stad Puntarenas in Costa Rica. De club speelt in de Liga Costarricense de Primera División. Het thuisstadion van Puntarenas FC is het Estadio Miguel Pérez, dat een grootte van 8.700 plaatsen heeft.

## Geschiedenis
Puntarenas FC ontstond in 2004 uit Municipal Puntarenas. Deze club speelde gedurende 23 seizoenen in de Liga Costarricense de Primera División. Municipal Puntarenas werd in 1986 kampioen van Costa Rica en behaalde de tweede plaats in 1978, 1982 en 1983. Het grootste succes uit de clubgeschiedenis van Puntarenas is de winst van de Copa Interclubes UNCAF in 2006 ten koste van Club Deportivo Olimpia uit Honduras.

## Erelijst
- Copa Interclubes UNCAF

2006

## Bekende (oud-)spelers
- Hermidio Barrantes
- Kurt Bernard
- Joel Campbell
- Óscar Duarte